# Halitholus yoldiaarcticae
Halitholus yoldiaarcticae is een hydroïdpoliep uit de familie Pandeidae. De poliep komt uit het geslacht Halitholus. Halitholus yoldiaarcticae werd in 1897 voor het eerst wetenschappelijk beschreven door Birula. 